# Palmeska huset

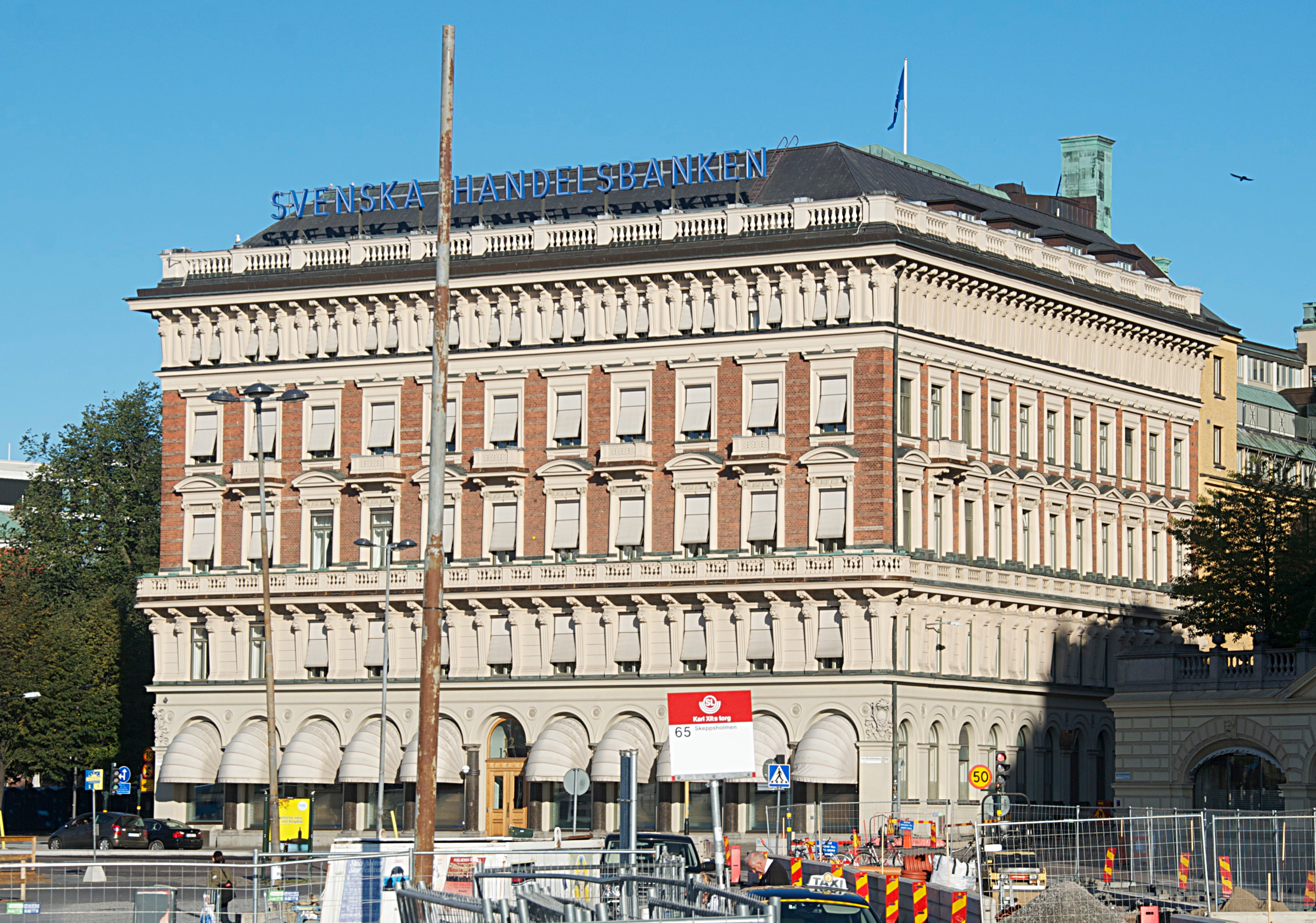
Palmeska huset 2011.

Palmeska huset är en byggnad vid Kungsträdgården i Stockholm, Kungsträdgårdsgatan 2A, i korsningen med Strömgatan, vid Södra Blasieholmshamnen och Fersenska palatset. Byggnaden räknas som ett av Stockholms läns byggnadsminnen.

## Historia
Byggnaden uppfördes 1884–1886 i praktfull nyrenässans för bankdirektör Henrik Palme på den tomt där tidigare teatern Hammerska ladan låg. Arkitekt var Helgo Zettervall (skisser till fasader) i samarbete med Axel Kumlien(planer) och Ludvig Peterson. Zettervall ritade även den Fersenska terrassen och Bolinderska palatset. 
Idag finns tre byggnader i det kvarter som fram fram till 1850-talet var en fastighet med huvudbyggnad, uthus och salubodar tillhörande Emerentia von Lantingshausen, gift Rålamb, se Hamiltonska huset.
Huset inrymde, förutom bostäder, ett tag lokaler för Sundsvallsbanken. I takt med att Stockholms Handelsbanks lokaler i grannfastigheten på Kungsträdgårdsgatan 4 blev för små övertogs huset successivt av banken. I slutet av 1930-talet förvärvade man hela fastigheten, och 1958 genomfördes en invändig ombyggnad där den inre stommen byttes ut. I bottenvåningen byggdes en stor banksal med för låneavdelningen, vilken täcktes av en åttkantig kupol. Konstnärer som Einar Forseth och Lennart Rodhe dekorerade de övre hallarna med glasmålningar. Palmeska huset blev därmed en integrerad del i det kvarter som än idag utgör Handelsbanken huvudkontor.

### 23 september 1885
Då den berömda operasångerskan Christina Nilsson sjöng från Grand Hotels balkong på aftonen den 23 september 1885 samlades en stor folkskara på platsen mellan Grand Hotel, Fersenska terrassen och Palmeska huset. Efter föreställningen utbröt tumult i folkmassan och ett 20-tal personer omkom och många fler skadades. Tack vare att byggställningar till det ännu inte färdiga Palmeska huset brakade sönder under trycket från folkmassan kunde dock fler personer räddas undan att bli ihjältrampade.

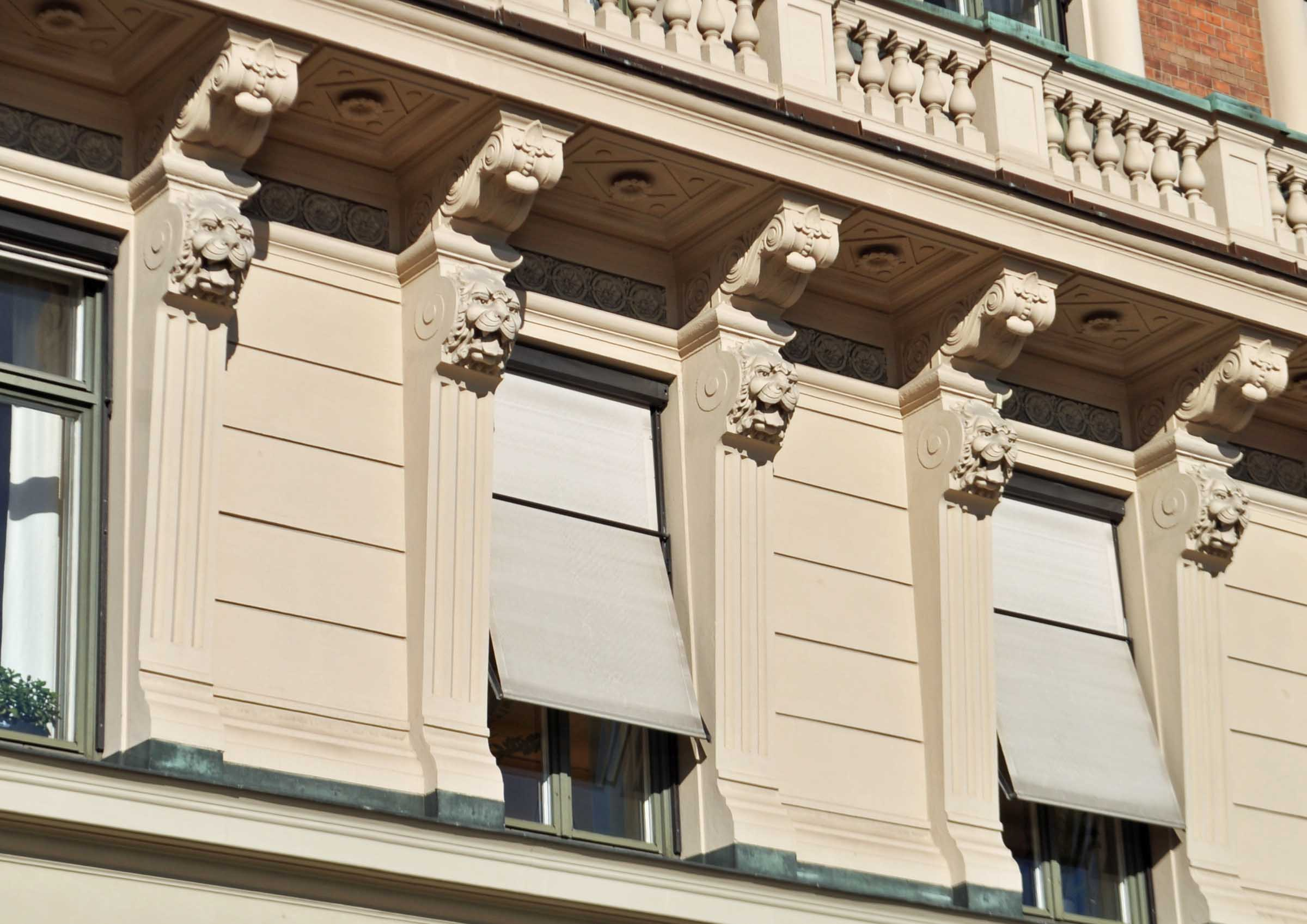
Bland fasadens många skulpturala utsmyckningar återfinns grinande lejonmaskaroner runt fönsteromfattningarna.

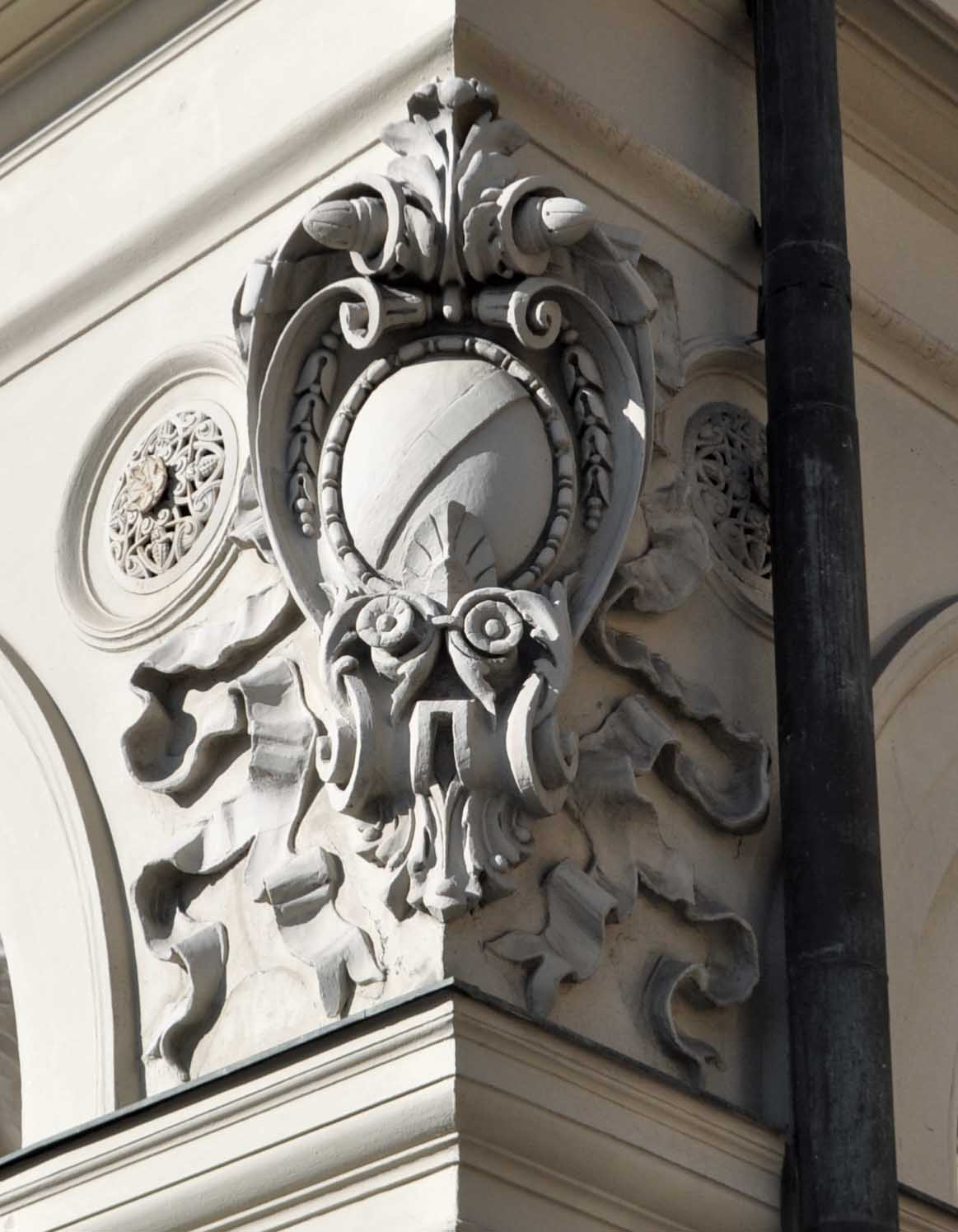
Bottenvåningens hörn pryds av praktfullt utformade kartuscher.

## Arkitektur
Byggnaden har en nästan kvadratisk grundplan och en fasad i målad stuck och synligt mönsterlagt tegel. Butiksvåningens fönster åtskiljs av granitkolonner och paradvåningen (två trappor upp) har en för Stockholms arkitektur unik balkong som löper längs tre av husets sidor.
Våningen högst upp är utformad som en kraftig kornisch, uppburen av konsoler vilket ger byggnaden ett markant utseende i stadsbilden. Takkanten avslutas med en balustrad. Ursprungligen hade byggnaden ett plant tak och balustradens hörn kröntes med höga urnor, en effekt som idag gått förlorad till följd av husets nuvarande sadeltak.